# Archidiecezja Parakou
Archidiecezja Parakou (łac.: Archidioecesis Paraknensis) – rzymskokatolicka archidiecezja  w Beninie, podlegająca pod Metropolię Parakou.
Siedziba arcybiskupa znajduje się przy Katedrze Świętych Apostołów Piotra i Pawła w Parakou.

## Historia
13 maja 1948 erygowana została prefektura apostolska Parakou, na części terytoriów należących uprzednio do prefektury Niamey. 10 lutego 1964 papież Paweł VI podniósł prefekturę do rangii diecezji, wydzielając z jej części diecezję Natitingou. 16 października 1997 została podniesiona do rangi archidiecezji metropolitarnej. 22 grudnia 1999 utraciła część terytorium na rzecz nowoerygowanej diecezji N’Dali.

## Biskupi

### Prefekci apostolscy
- François Faroud SMA (1948-1956)
- Robert Chopard-Lallier SMA (1957-1962)
- André van den Bronk SMA (1962-1964)

### Ordynariusze
- André van den Bronk (1964-1975)
- Nestor Assogba (1976-1997)

### Arcybiskupi metropolici
- Nestor Assogba (1997-1999)
- Fidèle Agbatchi (2000-2010)
- Pascal N’Koué (od 2011)